# Claudio Bordon
Claudio Bordon (San Pietro al Natisone, 18 luglio 1951) è un preparatore atletico italiano.
Diplomato I.S.E.F. e successivamente laureato in scienze motorie con master di specializzazione in "teoria e metodologia dell'allenamento". Ha conseguito l'abilitazione come preparatore atletico professionista nel 1991 presso il Centro Tecnico Federale di Coverciano della FIGC.

## Carriera
Ha iniziato la carriera facendo tutte le categorie del calcio dilettantistico, partendo dalla 3ª categoria fino al campionato interregionale. Successivamente passato ai professionisti in società di serie B e di serie A.
È approdato ai professionisti direttamente all'Udinese in serie B nella stagione 1988/1989 con la conseguente promozione in serie A.
All'Udinese rimane per 7 anni poi, in sequenza, 4 anni all'Inter di Moratti, 3 anni al Parma di Tanzi, 6 anni al Palermo con l'allenatore Francesco Guidolin. Successivamente 1 anno e mezzo a Mosca con il Saturn, poi 1 anno nuovamente a Parma poi ancora all'Udinese fino a giugno del 2015.
Nel 2016 va allo Swansea in Premier League per rientrare poi al Palermo nella stagione 2017/2018.
Nella sua carriera vanta tre promozioni in serie A, cinque finali di Coppa Italia delle quali due vinte, una finale di Coppa Uefa vinta. Inoltre in quasi tutti gli anni di presenza in serie A, la sua squadra si è sempre classificata in posizioni utili per l'accesso alle competizioni di Champions League oppure di Europa League.